# اولجاتو-مانیومنت ولی (آریزونا)
اولجاتو-مانیومن ولی (به انگلیسی: Oljato-Monument Valley) یک حوزه سرشماری در ایالات متحده آمریکا است که در شهرستان ناواهو، آریزونا واقع شده‌است. اولجاتو-مانیومن ولی ۳۲٫۴ کیلومتر مربع مساحت و ۱۵۵ نفر جمعیت دارد و ۱٬۴۷۵ متر بالاتر از سطح دریا واقع شده‌است.